# Ljubov Kozyrevová
Ljubov Vladimirovna Kozyrevová (rusky Любо́вь Влади́мировна Ко́зырева, rodným jménem Ljubov Baranová; 27. srpna 1929, Bugry – 22. června 2015, Moskva) byla ruská běžkyně na lyžích reprezentující Sovětský svaz. V jeho dresu získala dvě individuální olympijské medaile, zlatou ze závodu na 10 kilometrů v Cortině d'Ampezzo roku 1956 a stříbro ze stejné trati na další olympiádě ve Squaw Valley roku 1960. Krom toho má i dvě olympijské kolektivní medaile, obě stříbrné ze štafety na 3x 5 kilometrů, jednu z Cortiny a druhou ze Squaw Valley. Je též individuální mistryní světa, neboť vyhrála desetikilometrový závod na šampionátu ve Falunu roku 1954. Tři tituly mistra světa má též ze štafet.
V Sovětském svazu závodila za studentský sportovní klub Burevěstnik.